# Коматиит
Коматиит (от англ. Komatiite) — древняя ультраосновная вулканическая горная порода из высокомагнезиальных (МgO 18—40 %), с относительно низким содержанием силикатов SiO2 40—45 %, калия и алюминия, нормальной щелочности (Na2O+K2O менее 1 %.

## История
Впервые описан в древнем архейском зеленокаменном поясе Барбертон (3,500—3,4 миллиарда лет назад) французскими учёными Морисом и Робертом Вильон в 1969 году в бассейне реки Комати (отсюда название) в Южной Африке.
Позднее был обнаружен в Австралии (1972), Канаде (1977), России (1978), Финляндии (1980) и других странах. Кроме архейских, в меньшем количестве найдены протерозойские коматииты — Ветреный пояс в Карелии (2410±34 млн лет), Карасъйок в Норвегии (2103±87 млн лет), примечательна также находка коматиитов позднемелового возраста (90 млн лет) на острове Горгона, Колумбия.
В 1979 году в Канаде проходила конференция по коматиитам для уточнения терминологии.

## Описание

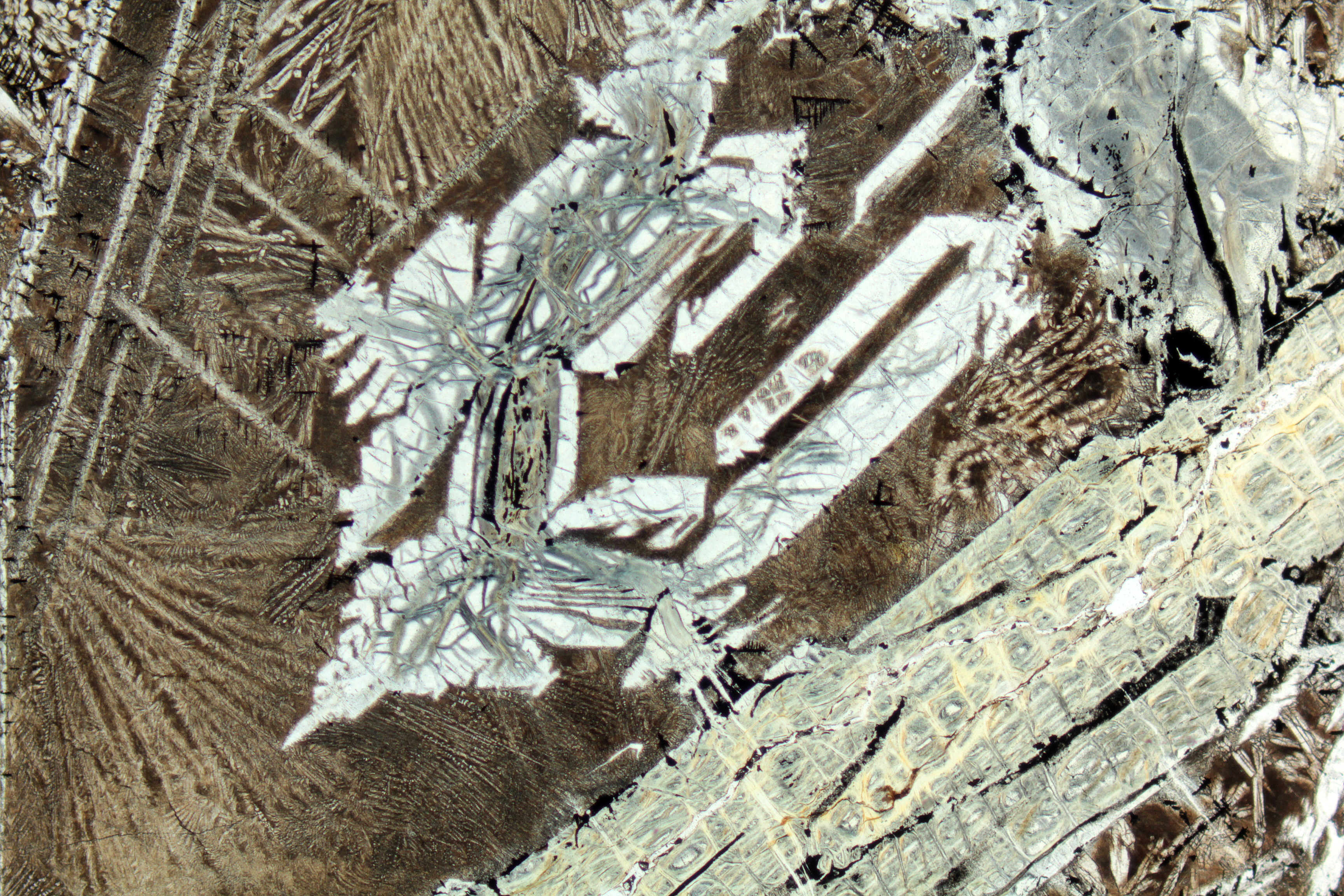
Структура под микроскопом

Модальный минеральный состав, вкрапленники:
- оливин (до 50 %)
- клинопироксены (до 10 %).

Основная масса: клинопироксен, оливин, магнетит, обсидиан, может быть плагиоклаз.

### Структура
Для коматиита специфична закалочная структура основной массы — спинифекс, обусловленная дендритовыми пластинчатыми скелетными формами кристаллов оливина и, иногда, пироксена. Структура спинифекс приурочена только к верхним частям древних лавовых потоков коматиитов.
Структура под названием спинифекс получила такое название, так как её кристаллы напоминают стебли и листья травы Triodia spinifex, растущей в Австралии. Кристаллы крестообразно пересекаются и образуют пучки субпараллельных пластинок. Кристаллы могут достигать десятков сантиметров в длину и несколько миллиметров в толщину.

### Разновидности
Коматиит — собирательное название комплекса ультраосновных и основных пород, залегающих в основании разрезов ряда докембрийских зеленокаменных поясов.
- перидотитовый коматиит в позднеархейских поясах Южной Африки, Западной Австралии, Канады, Балтийского щита.
- базальтовый коматиит — структурная разновидность оливинового базальта.

Разновидности:
- спинифекс-оливиновые
- спинифекс-пироксеновые.

Преобладают афировые разновидности. Возможен вторичный метаморфизм.

## Применение
С коматиитами часто связаны важные сульфидно-никелевые месторождения.

## Интересные факты
По химическому составу часть горных пород планеты Меркурий близка к коматиитам.